# Banggai
Banggai (Indonesisch: Pulau Banggai) is een Indonesisch eiland in de Bandazee. Het eiland behoort tot de provincie Midden-Sulawesi en ligt in de gelijknamige eilandgroep Banggai-eilanden. Westelijk ligt het veel grotere eiland Peleng en zuidoostelijk van het eiland liggen verspreid een aantal kleinere eilanden. Bestuurlijk valt het eiland onder regentschap Banggai Kepulauan.